# Бово Вогерский
Бово Прованский (фр. Beuvon, фр. Bobon, итал. Bovo, итал. Bobone; 940, Нуайе-сюр-Жаброн — 22 мая 986, Вогера, Павия)  — святой воин. День памяти в католицизме — 22 мая.
Святой Бовон был воином и паломником из франкского города Нуайе-сюр-Жаброн. Его биография известна благодаря анонимному написанию Vita sancti Bobonis.
Находясь на холме напротив мусульманской крепости Фраксинет, святой Бовон построил замок и привёл христиан Прованса к триумфу в сражении с мусульманами в неопределённый год. Во время боя он испытал мистический момент и пообещал, что в случае успешного исхода откажется от военных действий и станет паломником, посвятив жизнь заботе о вдовах и сиротах.
После смерти своего брата святой Бовон отправился в паломничество в Рим и скончался в Вогере, расположенном в Ломбардии. Сегодня святой Бовон почитается как покровитель крупного рогатого скота. Он охраняет животных от болезней, умножает приплод, а в случае гнева своего творит самок бесплодными.

## Галерея

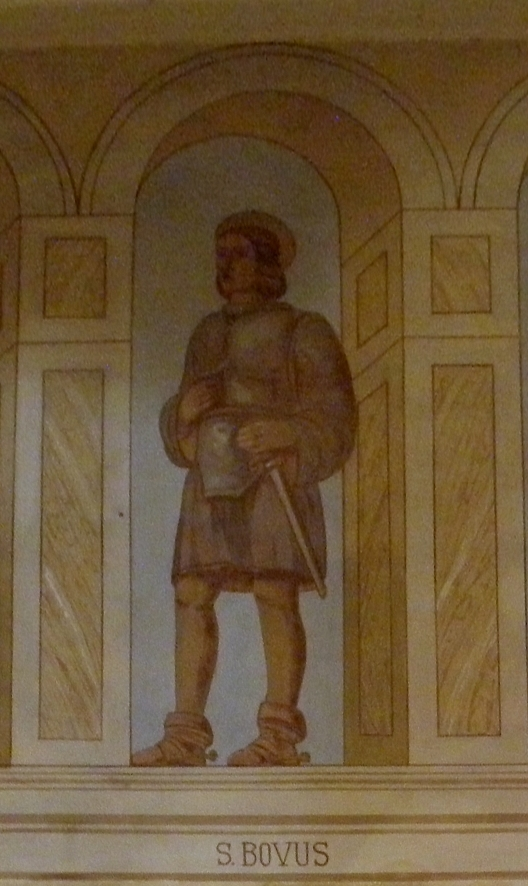
Св.Бовон. Фреска. Храм Иоанна Предтечи (Анья)[итал.], Анья
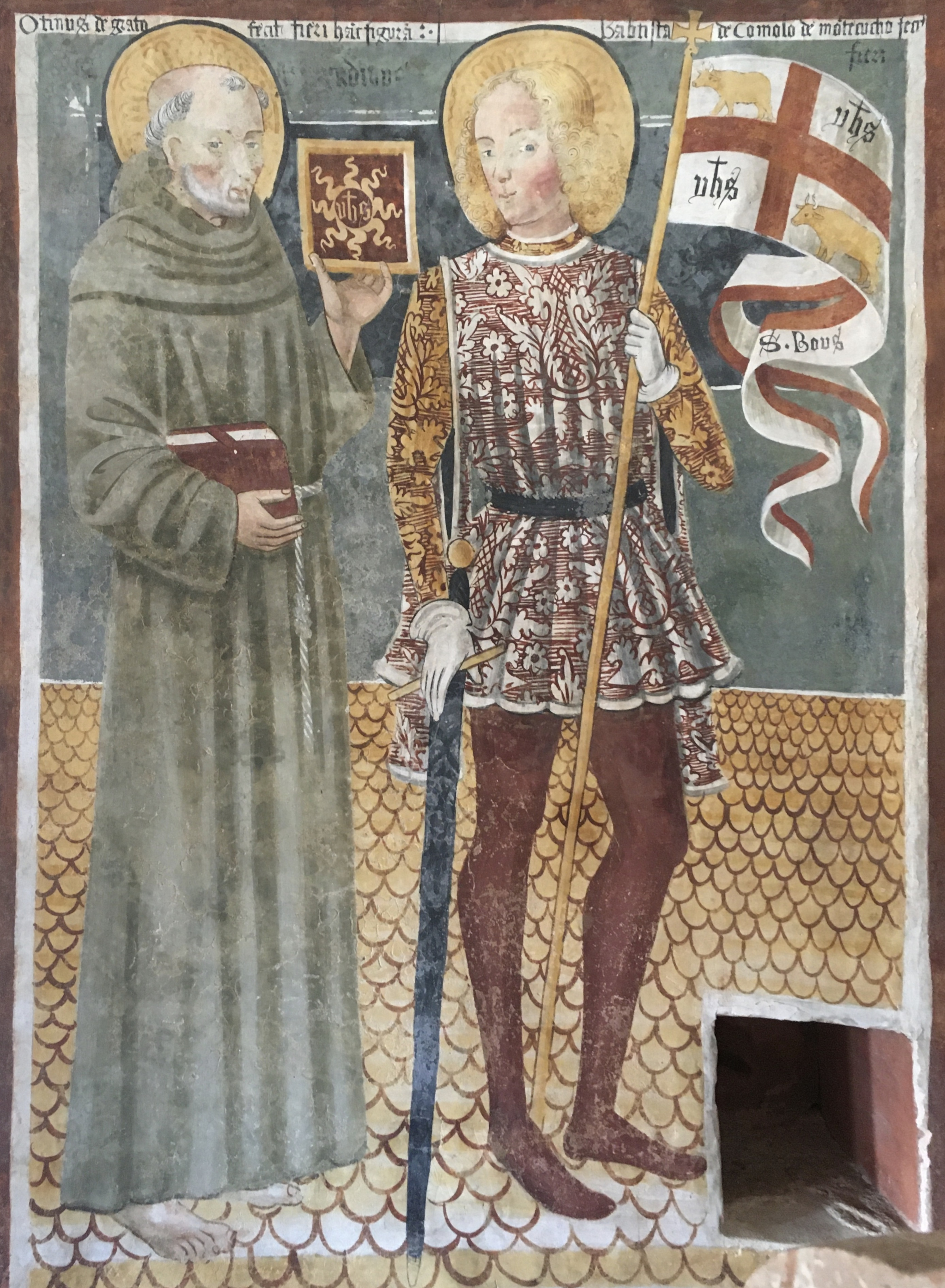
Бернардин Сиенский и святой Бовон. Oratorio di Santa Maria. Гарбанья-Новарезе (конец XV века)
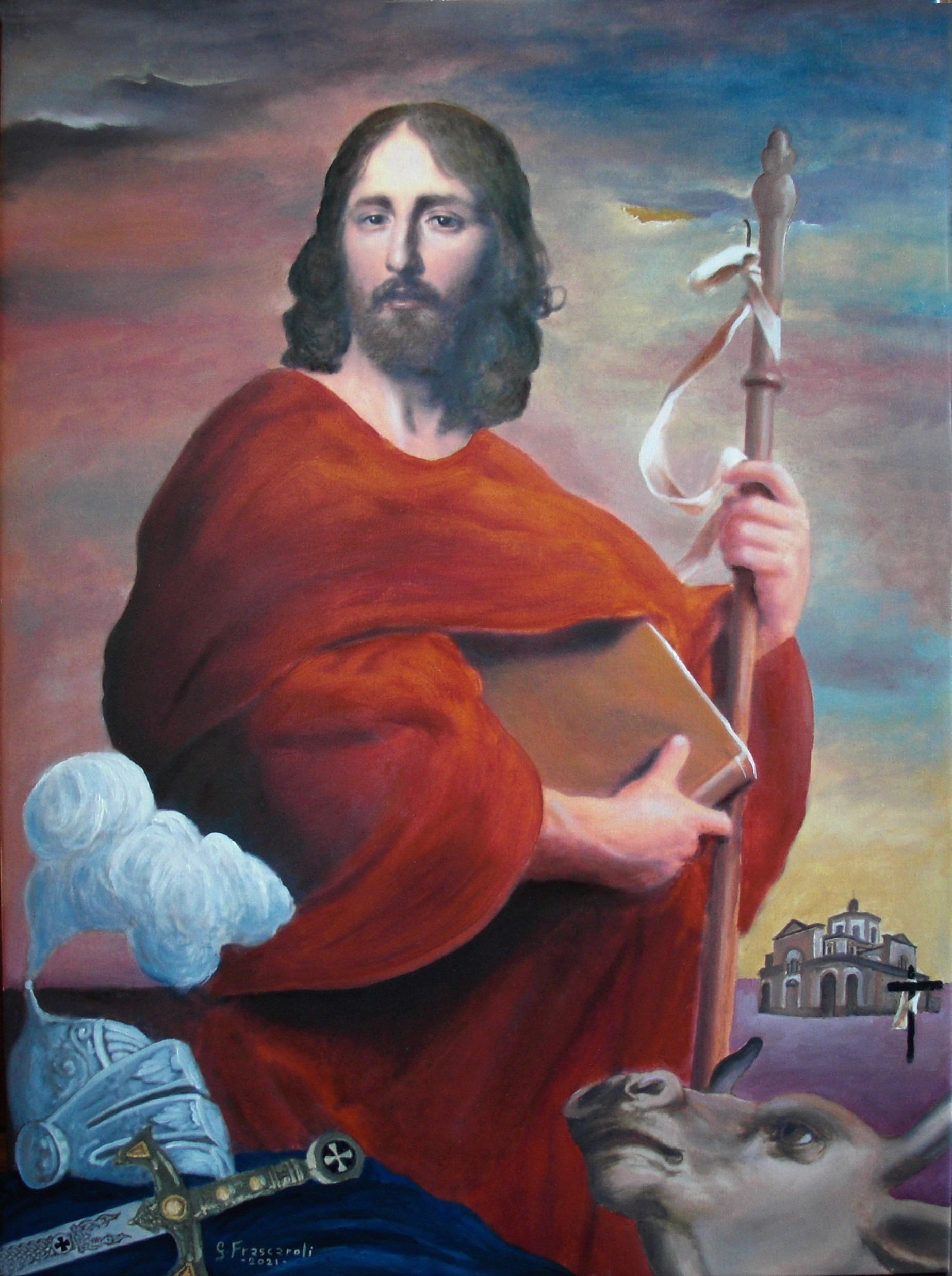
San Bovo di Voghera, olio su tela di Giuseppe Frascaroli